# Ferrocarril de Siberia Occidental

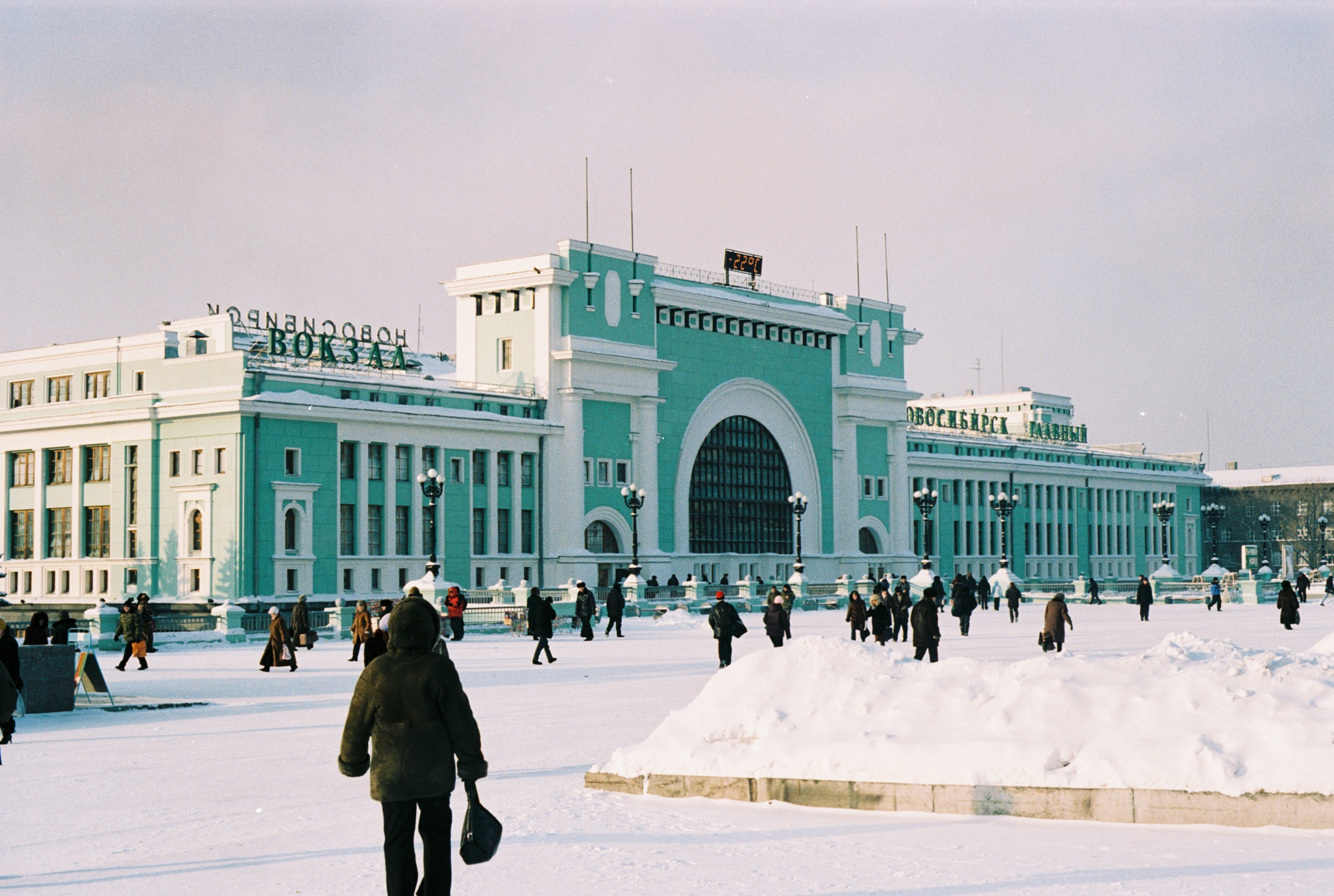
Estación de tren de Novosibirsk.

El Ferrocarril de Siberia Occidental (en ruso: Западно-Сибирская железная дорога) es un tramo del ferrocarril Transiberiano que cruza las regiones de Omsk, Novosibirsk, Kemerovo, Tomsk y Altái de la Federación Rusa, así como una parte de Kazajistán. Es, además, una rama de la emprasa estatal Ferrocarriles Rusos y tiene su sede en Novosibirsk.
La línea principal fue construida entre 1892 y 1896 por el gobierno del Imperio Ruso de Sergei Witte. La ruta ferroviaria tiene una longitud de más de 6000 km. El Ferrocarril Turquestán–Siberia se ramifica en Barnaul hacia el sur, conectando Siberia con Asia Central. Tiene subsedes en Omsk, Kemerovo y Barnaul.

## Historia
La línea ferroviaria fue construida durante el período de 1892 y 1896, a expensas del erario. El trayecto cubría las ciudades de Cheliábinsk-Kurgan (1893), Kurgan-Omsk (1894), Omsk-el río Ob (1895). Posteriormente se expandió hacia las regiones de Oremburgo, Tobolsk, Tomsk, Irkutsk y Altái en 1899, cubriendo un total de 1408 km. La línea estaba bajo la jurisdicción del Ministerio de Ferrocarriles Soviético y la sede se encontraba en Cheliábinsk. El 1 de enero de 1900, junto con el ferrocarril Central de Siberia, se convirtió en parte del ferrocarril Transiberiano.
En 1913 se unió el ferrocarril de Omsk y en 1915 el de Tomsk. De acuerdo con el orden del Comisariado del Pueblo de la URSS n.º 424TS, el 3 de marzo de 1934 el ferrocarril de Tomsk pasó a formar parte del ferrocarril de Siberia Oriental. Sin embargo, el 9 de mayo de 1961, de conformidad con la Resolución del Consejo de Ministros n.º 406 del 5 de junio de 1961, los ferrocarriles de Omsk y Tomsk se volvieron a fusionar en el ferrocarril de Siberia Occidental. El 17 de enero de 1979, de conformidad con la Resolución del Consejo de Ministros n.º 1091 del 28 de diciembre de 1978, se creó el ferrocarril de Kemerovo, que en 1996 se unió al ferrocarril de Siberia Oriental.
El 1 de octubre de 2003 el ferrocarril se convirtió en una rama de Ferrocarriles Rusos.